# Diederik I van Limburg
Diederick van Isenberg (ca. 1215 – 1301), beter bekend als graaf Diederick I van Limburg, was de oudste zoon van graaf Frederik van Altena-Isenberg en Sofia van Limburg, dochter van hertog Walram III van Limburg.

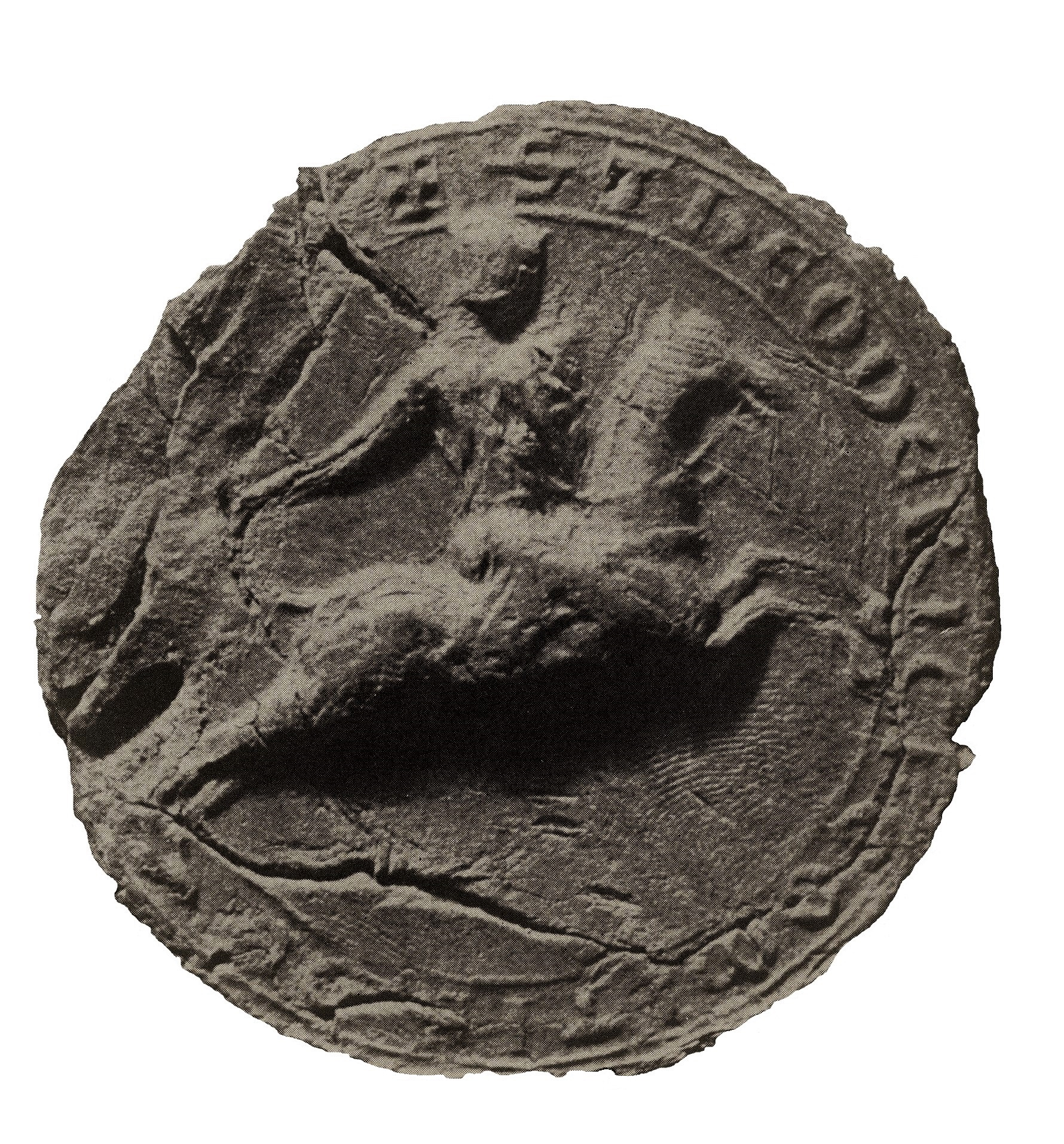
Ruiterzegel Diederik I graaf van Limburg

## Levensloop
Al in 1228 hield men in het Duitse Rijk er rekening mee dat de zonen Diederik en Frederik en hun zusters Agnes, Elisabeth en Sofia gesteund door verwanten en medestanders, vroeg of laat de bezittingen van hun vader Frederik van Altena-Isenberg, terug zouden eisen. Het grondgebied van het graafschap Altena-Isenberg was ingenomen door hun vaders neef, graaf Adolf I van der Mark. Het keurvorstendom Keulen en het sticht Essen hadden zich van allodiaal familiebezit meester gemaakt.

#### Isenberger vete
Dat leidde tot een vete, waarbij geholpen door hun oom van moederszijde, hertog Hendrik IV van Limburg en vrienden van hun vader, onder wie de graaf Van Tecklenburg en edelheren Van Broich, Van Volmarstein, Van Hörde, Van Wildenberg en Van Holte een reeks schermutselingen uitbraken. De Keulse Regesta Pontificum Romanorum  bericht daarover in het jaar 1232. Ook hun ooms, broers van hun vader, de bisschop van Osnabrűck, Engelbert van Altena-Isenberg, en opvolger Bruno van Altena-Isenberg met hun jongste broers Adolf en Willem, vertegenwoordigen bij vredesonderhandelingen, de familie.

#### Bouw Hohenlimburg
Als tieners trokken de broers Diederik en Frederik mee met gewapende troepen uitgerust door hun oom hertog Hendrik. Op de Schleipenberg aan de Lenne, thans bij de plaats Hohenlimburg, bouwden ze een sterke houten  verschansing. Vandaar uit trokken ze op pad. Ook begonnen ze enkele honderden meters verderop met de bouw van de hoge burcht (Hohen)limburg, daarbij financieel gesteund door hun ooms. Broer Frederick overleed in de eerste fase van de strijd.

#### Leen van hertogdom Berg
Diederick, moet een sterke gezondheid hebben gehad (hij werd ruim in de tachtig jaar oud), en heeft tot op het eind van zijn leven de strijd om verloren familiebezit voortgezet. Ook nadat hij bij een verdrag met graaf Adolf I van der Mark op 1 mei 1243 het Graafschap Limburg (Lenne) een feit was. Het graafschap en de burcht Hohenlimburg werd door Diederik in leen opgedragen aan oom hertog van Limburg en Berg en bleef een Bergs leen.

#### Stichtingsoorkonde Graafschap Limburg 1 mei 1243
De aanhef van de oorkonde begint met Quoniam ea quae in tempore aguntur .... Vrij vertaald;
Daar het nu eenmaal zo is

Dat alles wat in de tijd geschiedt

Met de tijd wankelt en ten ondergaat

De herinnering der mensen snel is uitgewist

Daarom is het noodzakelijk

Dat wat latere generaties ter kennis moet worden gebracht

Aan en geschift ter bewaring wordt toevertrouwt

#### Slag bij Woeringen
Een belangrijke tegenslag voor Diederik en familie was de Slag bij Woeringen op 5 juni 1288, waarbij de Limburgse Successieoorlog werd beslecht. Het ging daarbij om de nalatenschap van zijn neef Walram IV van Limburg, die in 1280 overleed zonder mannelijke nakomeling. Tot de medestanders van de winnaar van de twee strijdende partijen om die nalatenschap behoorde Everhard I van der Mark die daardoor zijn macht verder kon uitbouwen. Hij trok met een legergroep door het omringende gebied. Slechtte de net gebouwde tweede burcht van Diederick "Neu Isenberg" aan de Ruhr tegenover Werden nabij Essen en hield de Hohenlimburg jarenlang met zijn manschappen bezet. De familie, Diederik met zoon Everhard en al zijn kleinkinderen, verbleven tot na zijn dood op het kasteel Stirum.

## Huwelijk en nakomelingen
Diederik I graaf van Limburg was gehuwd met Adelheid van Sayn, dochter van Johan I graaf van Sayn-Sponheim en N.N. Zij kregen zes kinderen: Diederick is de stamvader van de heren van Limburg Stirum en de graven van Limburg Hohenlimburg en Broich.
- Hendrik van Limburg, omstreeks 1246-1248
- Johan van Limburg, omstreeks 1247 overleden 1277 gehuwd met Agnes van Wildenberg. Stamvader van de heren van Limburg-Stirum
- Sofia, omstreeks 1249-1253
- Elisabeth, omstreeks 1250-1307 gehuwd met Hendrik van Wildenberg
- Adelheid, omstreeks 1251 gehuwd met Albert II van Horde
- Eberhard I , omstreeks 1253- 1308, gehuwd omstreeks 1274 met Agnes N. (mogelijk van Volmarstein) Stamvader van de graven van Limburg-Hohenlimburg.